# TiungSAT-1
TiungSAT-1 är den första malaysiska mikrosatelliten. Satelliten är utvecklad genom tekniköverförings- och träningsprogrammet mellan Astronautic Technology Sdn Bhd (ATSB) Malaysia och Surrey Satellite Technology Ltd., Storbritannien. TiungSAT-1 sköts upp med Dnepr-raket från Bajkonur i Kazakstan den 26 september 2000.
I maj 2002 skickades en amatörradio som nyttolast med på satelliten Malaysian OSCAR-46 eller MO-46.